# Авне
Авне́ (фр. Avenay) — коммуна во Франции, находится в регионе Нижняя Нормандия. Департамент коммуны — Кальвадос. Входит в состав кантона Эвреси. Округ коммуны — Кан.
Код INSEE коммуны — 14034.

## Население
Население коммуны на 2010 год составляло 519 человек.
| 1962 | 1968 | 1975 | 1982 | 1990 | 1999 | 2010 |
| ---- | ---- | ---- | ---- | ---- | ---- | ---- |
| 238  | 293  | 302  | 372  | 384  | 406  | 519  |

## Экономика
В 2010 году среди 332 человек трудоспособного возраста (15—64 лет) 268 были экономически активными, 64 — неактивными (показатель активности — 80,7 %, в 1999 году было 74,7 %). Из 268 активных жителей работали 251 человек (132 мужчины и 119 женщин), безработных было 17 (9 мужчин и 8 женщин). Среди 64 неактивных 24 человека были учениками или студентами, 33 — пенсионерами, 7 были неактивными по другим причинам.